# Pattaya
Pattaya (in thailandese พัทยา, Phatthaya; [/pʰattʰaˈjaː/] ) è una città della Thailandia situata nella costa nord orientale del golfo del Siam, circa 130 km a sud est di Bangkok. È una delle località turistiche più frequentate al mondo, con circa 9,44 milioni di visitatori arrivati nel 2019. In aumento i turisti provenienti dalla Russia e dell'Asia orientale.
La città si trova nella zona industriale della costa orientale, insieme a Si Racha, Laem Chabang e Chonburi. Pattaya è al centro dell'area metropolitana di Pattaya-Chonburi, un agglomerato urbano nella provincia di Chonburi, con una popolazione di oltre 1.000.000 di abitanti.
La città è situata in una zona molto industrializzata della costa est, tuttavia le industrie sorgono al di fuori dei confini comunali ed è quindi esclusivamente un centro balneare; l'economia cittadina beneficia della relativa vicinanza con Bangkok. Pattaya è seconda solo a Bangkok per altezza di edifici, molti dei quali sono stati costruiti per i molti domiciliati o residenti stranieri.
Negli ultimi anni Pattaya è divenuta una destinazione molto frequentata da turisti europei, russi e statunitensi per la sua vita notturna e per la facilità con cui si ottengono prestazioni sessuali a pagamento, anche con soggetti minorenni provenienti da Paesi poveri confinanti come Cambogia, Laos, Vietnam e Birmania. 
Anche se negli ultimi anni, con le nuove leggi contro l'immigrazione illegale, lo sfruttamento è praticamente sparito.

## Amministrazione
A partire dal 1978 Pattaya è amministrata con un sistema speciale che le garantisce una maggiore autonomia rispetto alle altre città del Paese. Solo la capitale Bangkok ha uno statuto analogo. Normalmente, le amministrazioni delle municipalità thailandesi (thesaban) hanno prevalentemente una funzione di supporto alle amministrazioni della provincia (changwat), del distretto (amphoe) e del sottodistretto (tambon), che sono nell'ordine le più importanti suddivisioni amministrative della Thailandia.
Lo status accordato a Pattaya prevede la dipendenza dalla sola provincia, affrancandola dal sistema dei distretti e dei sottodistretti. Di conseguenza il sindaco della città e il consiglio municipale hanno la responsabilità delle scelte politico-amministrative e dei servizi pubblici comunali, nonché della gestione del personale amministrativo della municipalità.

## Geografia antropica
Dal punto di vista territoriale Pattaya rientra solo nominalmente sotto la giurisdizione del distretto di Bang Lamung e in particolare il territorio comunale comprende gli interi tambon di Nong Prue e Na Kluea e una parte di quelli di Huai Yai e Nong Pla, tutti appartenenti a tale distretto che fa parte della provincia di Chonburi.

## Storia
Pattaya era un piccolo villaggio di pescatori finché non è stata scoperta come località turistica dai residenti di Bangkok negli anni sessanta. Poco dopo cominciarono ad arrivare i militari americani della United States Air Force della vicina base militare di U-Tapao, che vi trascorrevano le vacanze per riposarsi e svagarsi, causando un grande giro di prostituzione. Quando gli americani lasciarono la zona al termine della guerra del Vietnam la città ebbe una flessione nell'economia; tuttavia il moderno turismo di massa, soprattutto quello di uomini single in cerca di compagnia, ha portato Pattaya alle attuali dimensioni.
La rapida crescita turistica portò anche conseguenze negative, come l'inquinamento, la criminalità e il turismo sessuale. Preannunciato nel 1976, nel novembre 1978 fu promulgato il "Decreto Reale del Parlamento per la locale regione speciale, al fine di sviluppare la Città di Pattaya", che assegnava un alto grado di autonomia e uno status amministrativo simile a quello di Bangkok. Il turismo è stato il fattore principale per l'istituzione della regione speciale, oltre allo sviluppo delle industrie e dei trasporti nelle zone attigue.
In questi anni l'amministrazione ha lavorato sodo per ripulire la propria immagine e sono stati realizzate strutture per attirare più turismo familiare; tuttavia l'industria del sesso tiene la città ancora alle prime posizioni mondiali tra le destinazioni del turismo sessuale.
Buona parte degli stranieri che si sono trasferiti a Pattaya sono i pensionati dei Paesi più industrializzati, che approfittano del costo della vita relativamente basso della Thailandia per vivere più agiatamente con i propri proventi. La città offre un'assistenza medica di livello occidentale, nonché ristoranti e supermercati che offrono pietanze e cibi provenienti da ogni parte del mondo. A differenza della maggior parte delle altre località thailandesi, l'acquisto di appartamenti a Pattaya da parte degli stranieri è relativamente facile, anche se resta il divieto su tutto il territorio nazionale dell'acquisto di terreni e di case singole o appartamenti al piano terra per le persone fisiche straniere. Si sono venute a creare svariate comunità di pensionati che possono quindi comunicare nella propria lingua con altri connazionali trasferitisi a Pattaya, superando così l'isolamento a cui sarebbero costretti per la difficoltà di parlare il thailandese o l'inglese.
Nel 2005 oltre 35.000 stanze di hotel erano disponibili a Pattaya; è diventata una destinazione molto popolare per le famiglie provenienti da Russia, Europa orientale e Scandinavia; tra le altre comunità di stranieri che si sono trasferiti, piuttosto folta è quella degli inglesi. Il nome della città non va confuso con Pataya, noto tè a basso costo.

## Società

### Evoluzione demografica
La città aveva 104.318 abitanti registrati al 2007. Questa cifra non comprende il grande numero di cittadini thai che vi lavorano, ma che rimangono residenti nelle loro città di origine; non tiene inoltre conto del gran numero di stranieri domiciliati, ma non residenti; aggiungendo queste presenze si è stimato che la popolazione totale varia tra i 300.000 e i 500.000 abitanti.

### Sanità
Sono presenti anche strutture mediche di livello internazionale dove vengono offerte svariati tipi di cure, come quelle dentistiche o i trapianti d'organo.

#### Ospedali
Gli ospedali della città sono:
- Bangkok Pattaya Hospital
- Pattaya International Hospital
- Banglamung Hospital
- Pattaya Memorial Hospital

## Cultura

### Vita notturna

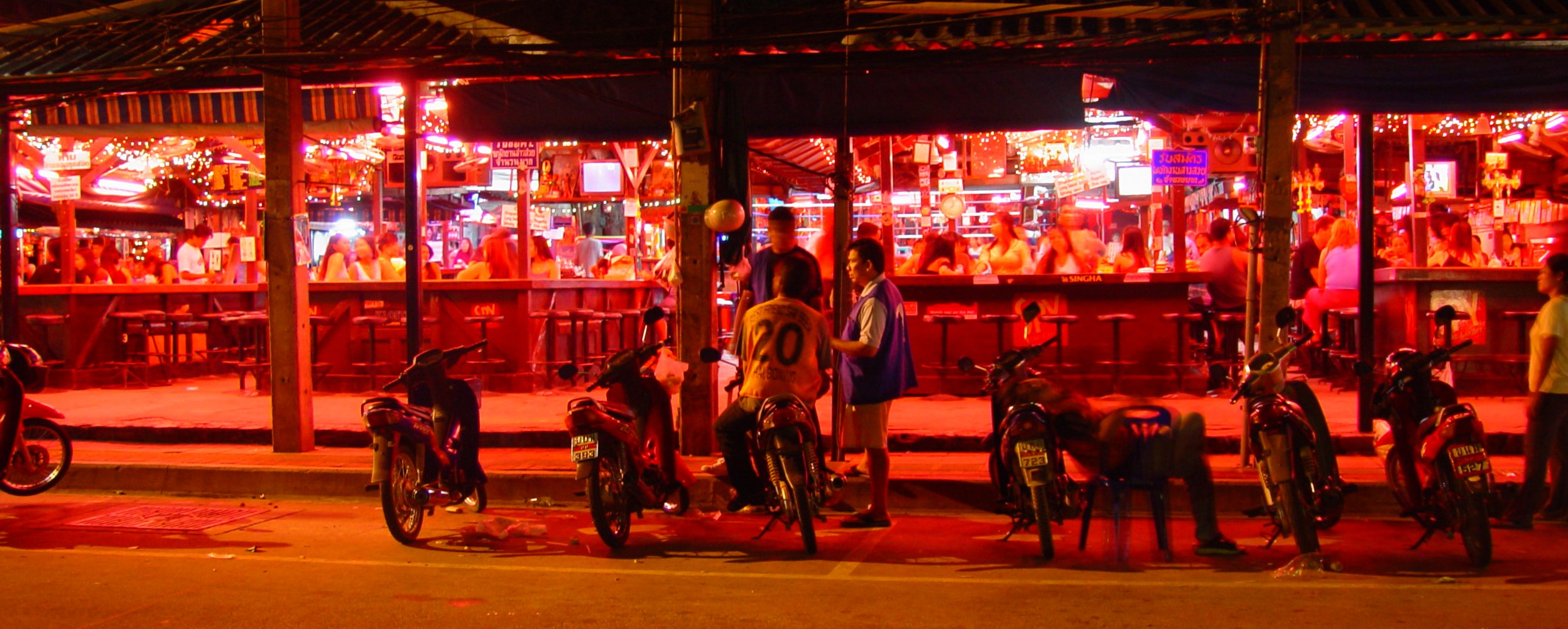
I "beer bar"

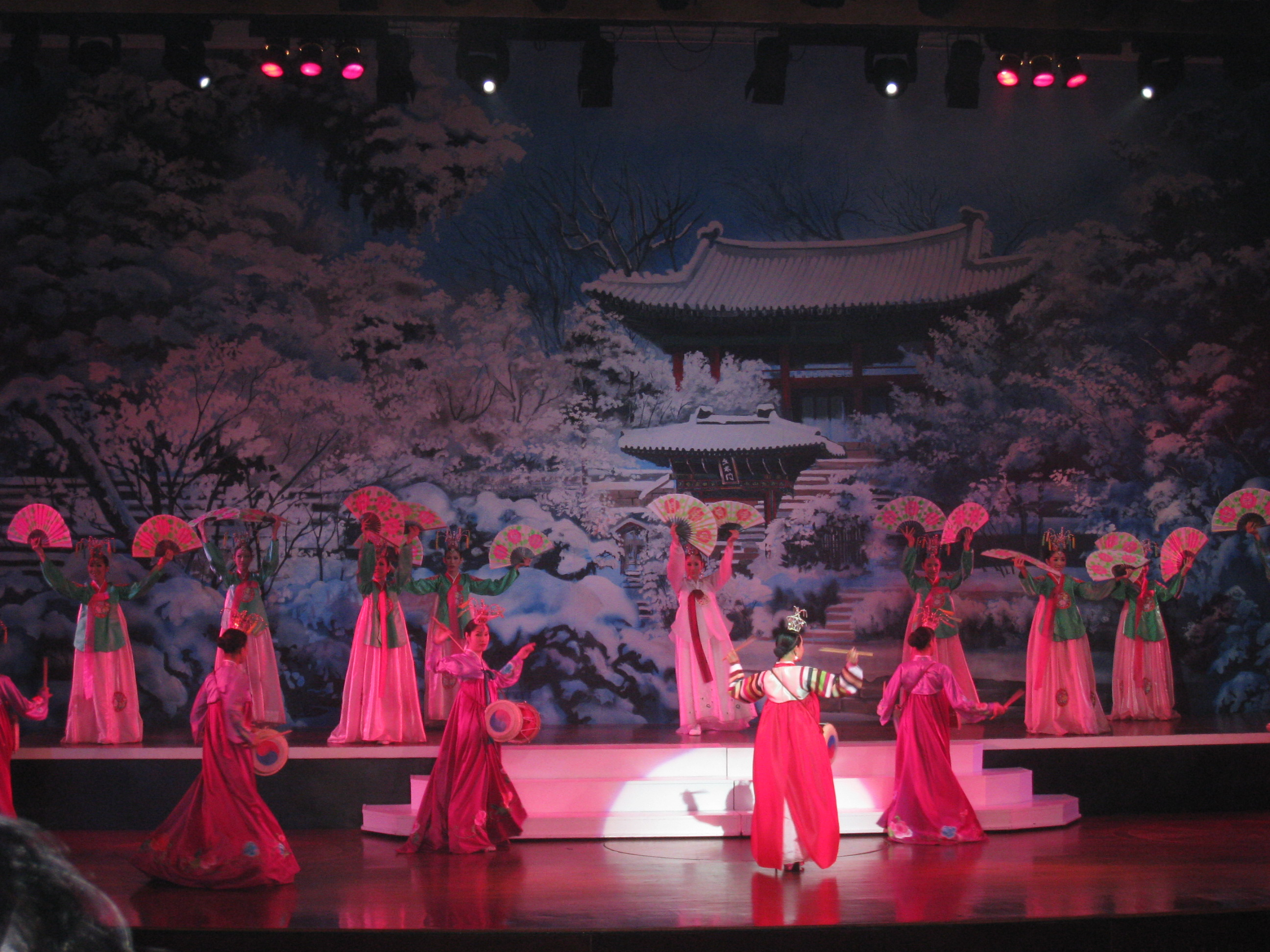
Spettacolo all'Alcazar

Pattaya è famosa per la sua vita notturna. La città ha centinaia di beer bar, go-go bar, night club e discoteche. Le più famose sono il Tony, Marine, X-Zyte, Lucifer, Hammer. Il centro della vita notturna è la Walking street, proseguimento del lungomare a sud della città, che di notte chiude al traffico diventando un'isola pedonale.
Molti bar, discoteche e centri massaggi sono frequentati da prostitute. Ci sono anche molti centri massaggi che offrono tradizionali massaggi thailandesi senza offrire sesso.
Boyztown (Pattayaland Soi 1-3) e certe zone di Jomtien sono famose per offrire spettacoli orientati ad una clientela gay; anche qui beer bar, cabaret e go-go sono i luoghi d'incontro preferiti.
Molti transessuali sono presenti in specifici bar e go-go di Pattaya; sono inoltre famosi gli spettacoli di transessuali nei cabaret Alcazar e Tiffany's.
Ci sono numerosi ristoranti, anche stranieri, che offrono un'ampia varietà di cibo a prezzi più bassi delle altre destinazioni turistiche.

## Geografia fisica

### Territorio

Panorama della città

Pattaya, situata sul golfo di Thailandia, è situata a circa 14 km a sud della capitale Bangkok. La città occupa gran parte della costa di Banglamung (uno degli 11 distretti della provincia di Chonburi); comprende a ovest le spiagge di Naklua e di Pattaya centro e la zona della collina del Buddha; a est si trovano le spiagge di Jomtien e Dongtan. Le spiagge di Jomtien sono leggermente migliori di quelle di Pattaya e vi è un turismo più familiare.

#### Isole
Al largo di Pattaya si trovano alcune isole, alcune delle quali sono raggiungibili con imbarcazioni di linea.

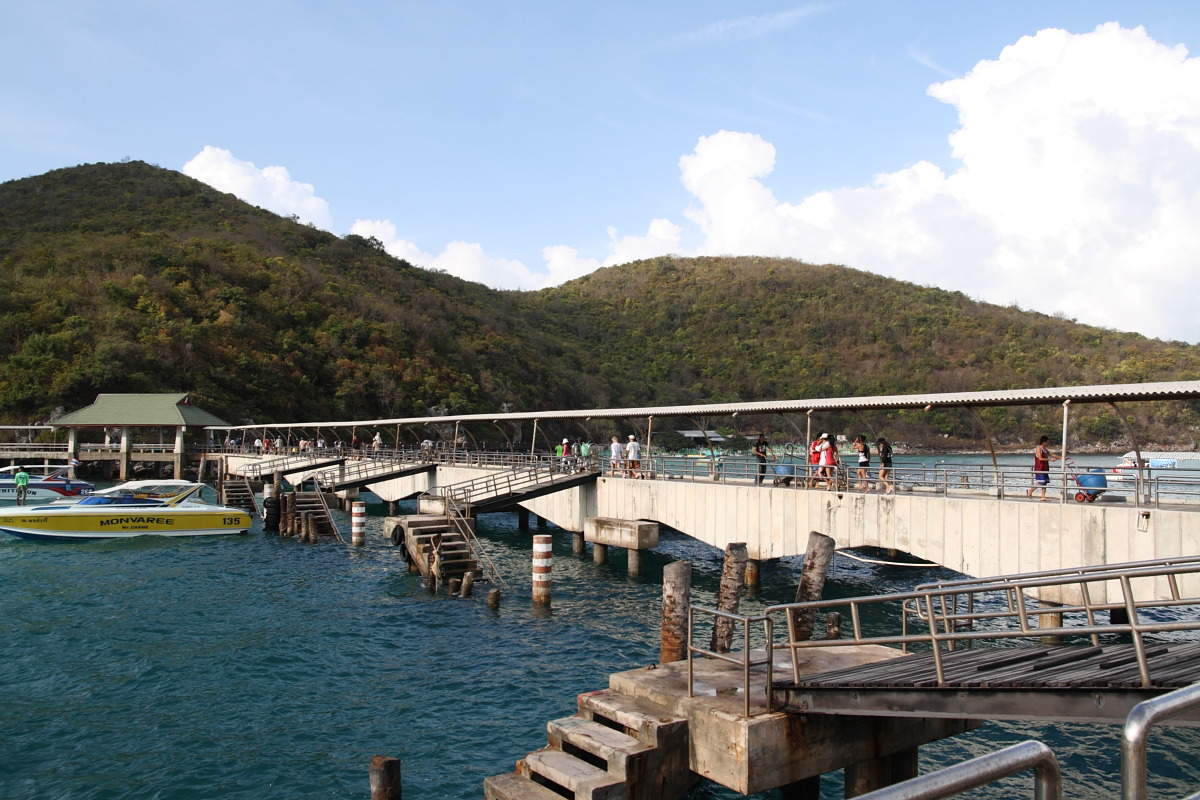
Porto dell'isola di Ko Lan

Ko Lan (o Coral Island) è una piccola isola situata a 7,5 km ad ovest di Pattaya. Per andarci occorre noleggiare un motoscafo con conducente oppure servirsi del battello di linea che parte dal molo di Pattaya, il quale effettua il servizio ogni ora, impiegando 45 minuti per raggiungere l'isola. I motoscafi sono più costosi, ma possono raggiungere l'isola in 15 minuti. Ko Lan ha diverse spiagge famose per pulizia, atmosfera rilassante, soffice sabbia bianca e acqua trasparente. Il grande incremento di turisti in visita da Pattaya solo per trascorrere una giornata ha reso la spiaggia principale troppo caotica e piena di barche e motoscafi in attesa. È comunque sufficiente spostarsi in altri punti dell'isola per trovare posti tranquilli.
Ci sono due piccoli gruppi di isole: quello composto da Koh Sak e Koh Krok, che sono molto vicine a Koh Lan, e quello composto dalle più lontane Koh Rin, Koh Man Wichai, Koh Hua Chang e Koh Badan che sono destinazioni per gli appassionati di immersioni subacquee.

### Clima
Pattaya ha un clima sempre caldo (mediamente 23 °C di temperatura minima e 30 °C di massima), diviso in tre stagioni; asciutto e più fresco da novembre a febbraio, caldo e afoso da marzo a maggio, piovoso da giugno a ottobre. La stagione più gradevole coincide con l'alta stagione turistica, che comprende quindi il periodo di Natale e di Capodanno.

## Monumenti e luoghi d'interesse
- Santuario della Verità: di recente costruzione
- Mini Siam: un parco tematico
- Villaggio degli elefanti: siccome l'elefante è il simbolo nazionale della Thailandia, in questi parchi vengono illustrati i sistemi di addestramento ed hanno luogo esibizioni per il pubblico.
- Zoo delle tigri: ospita centinaia di tigri, coccodrilli e altri animali. È stato spesso criticato per le condizioni di vita di questi animali.

### Spiagge

#### Spiaggia di Pattaya centro

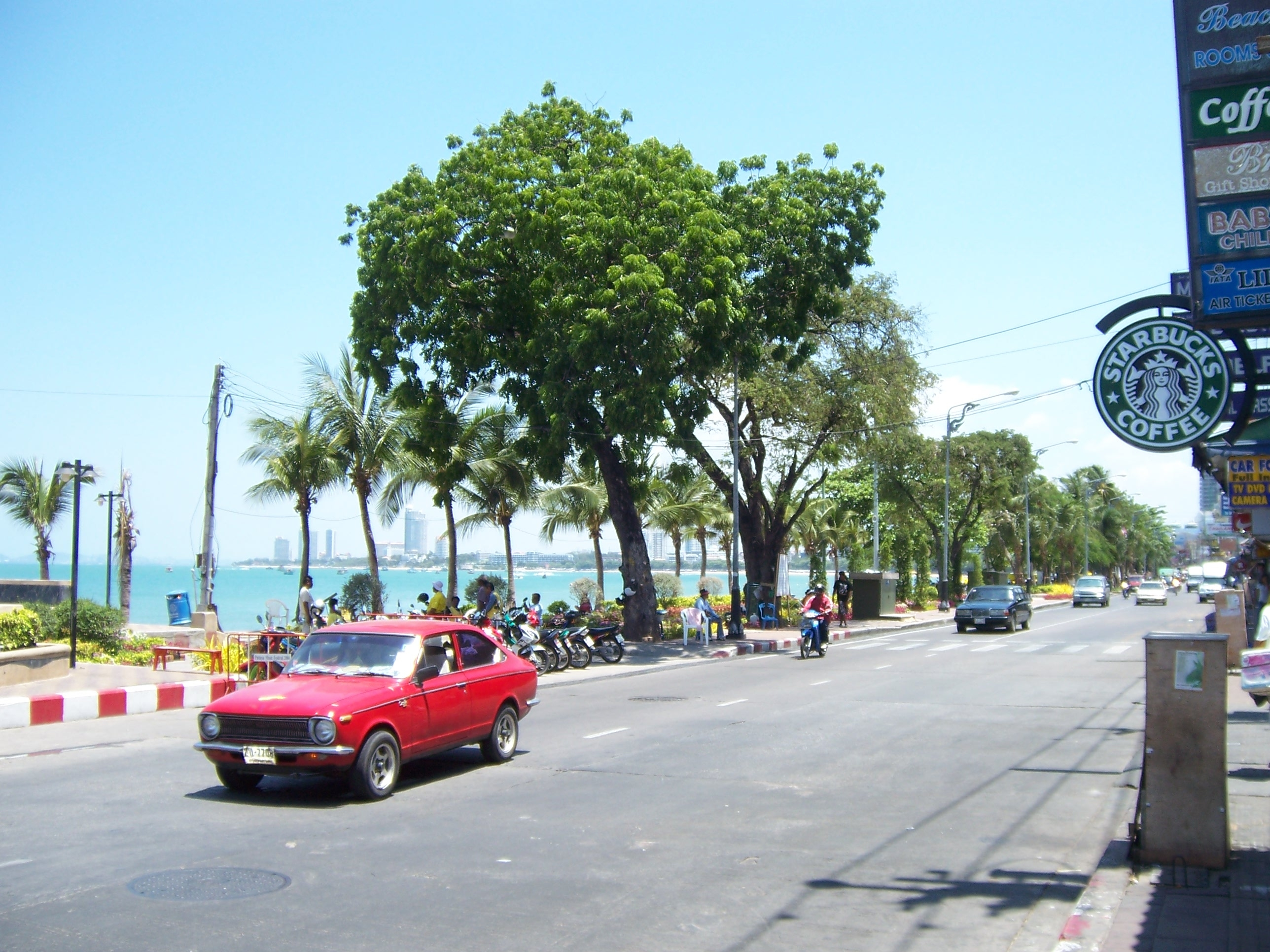
Il lungomare

La spiaggia del centro di Pattaya è situata nella zona più affollata, con una moltitudine di centri commerciali, hotel, ristoranti e bar. La presenza di un gran numero di moto d'acqua ha contribuito ad aumentare l'inquinamento a ridosso della spiaggia, già comunque alto a causa degli scarichi direttamente nell'oceano.
La parte di spiaggia che va dalla via centrale (Pattaya Klang) fino al porto è adiacente al cuore della vita notturna della famosa "Walking Street" ed è una zona meno orientata al divertimento per famiglie rispetto a Pattaya nord, Naklua e Jomtien.

#### Sai Kaew

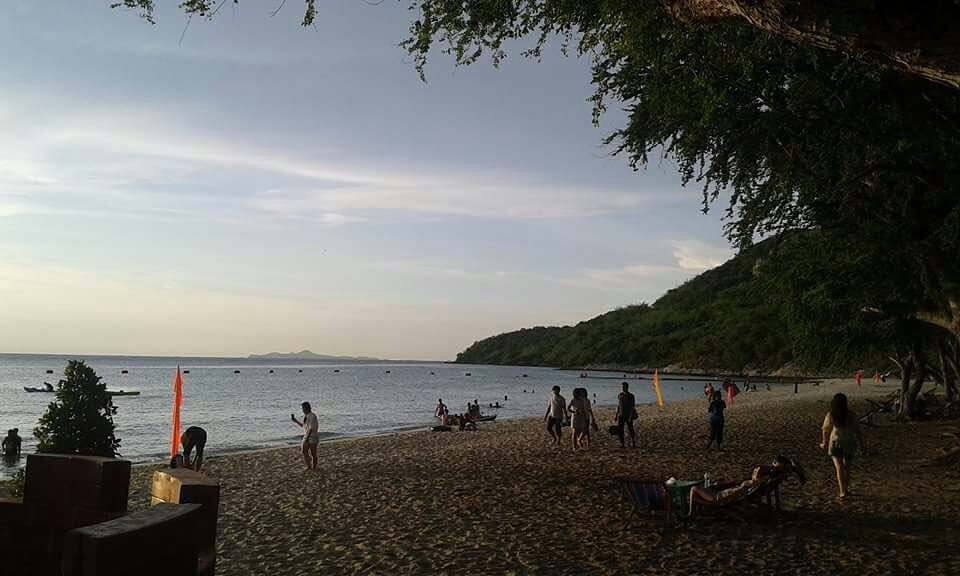
Sai Kaew Beach poco prima del tramonto

Situata a circa 30 minuti da Pattaya, la spiaggia di Sai Kaew appartiene alla marina militare thailandese, ed è circondata dalle montagne. Ci si può arrivare tramite i songthaew della marina militare, lasciando un documento identificativo o il passaporto. L'accesso alla spiaggia costa 100 baht per gli stranieri, 50 baht per i thailandesi e 10 baht per i bambini.

#### Jomtien
La spiaggia di Jomtien è divisa dal centro di Pattaya dalla collina Pratumnak, a sud della città. Rispetto a Pattaya, Jomtien è più incentrata (ma non del tutto) al turismo familiare e agli interessati di vari sport acquatici. La zona è composta essenzialmente da hotel sul lungomare, villaggi con bungalow, condomini e ristoranti.
Tra le varie attività acquatiche disponibili è possibile noleggiare moto d'acqua, piccole barche ed effettuare parasailing. Dongtan Beach, situata dopo il resort Avalon Beach, è una conosciuta spiaggia gay ed è sempre molto frequentata tutto l'anno. Lungo tutta la spiaggia di Jomtien numerosi venditori, che i turisti considerano molto più assillanti della media, cercano di vendere cibo, tatuaggi, souvenir.
Nel panorama di Jomtien svettano le torri del Pattaya Park, complesso che vede anche un parco acquatico e vari divertimenti per bambini, e dell'Ocean One, un grattacielo di 91 piani. Con un'altezza totale di 367 metri, è uno degli edifici più alti della Thailandia e uno dei più alti edifici residenziali del mondo. A Jomtien si trova l'Ambassador City Jomtien, che è uno dei più grandi resort di tutta l'Asia e conta più di 4.000 stanze.
La spiaggia di Jomtien può essere raggiunta con taxi e songthaew (furgoncini per il servizio pubblico con tragitti perlopiù fissi, adibiti al trasporto di più persone). Di fronte alla scuola, tra l'incrocio della "2nd road" e la "Thai South Tai Road" (dove inizia la strada "Thanon Phratamnak"), c'è una lunga fila di songthaew parcheggiati (una specie di capolinea), che partono in direzione Jomtien una volta che a bordo sono saliti almeno dieci o più persone. La tariffa è di 10 bath.

## Infrastrutture e trasporti

### Aeroporti
Pattaya si trova a circa un'ora e mezzo (120 km) dal nuovo aeroporto internazionale di Bangkok Suvarnabhumi. È inoltre servita dal più vicino aeroporto di U-Tapao, che si raggiunge in auto in 45 minuti.

### Strade
La città è attraversata dalla strada Sukhumvit, una delle principali vie di Bangkok e principale strada nazionale tra la stessa Bangkok e la Thailandia dell'Est, che arriva fino alla provincia di Trat, al confine cambogiano. Dal 2010 è collegata alla rete autostradale tramite l'autostrada 7 Bangkok-Ban Chang.

### Ferrovie
C'è solo un treno giornaliero per Pattaya, che parte dalla stazione di Hua Lamphong a Bangkok. La linea ferroviaria è utilizzata principalmente da treni merci, che servono i grandi porti di Laem Chabang e Sattahip.

### Autobus
Sono presenti a Pattaya due stazioni per gli autobus, che servono Bangkok e altre destinazioni. Gli autobus per Pattaya partono con frequenza dalla stazione di Morchid, nella zona nord della capitale, e dalla stazione "Ekhamai", situata a Bangkok lungo Thanon Sukhumvit. Altri autobus partono direttamente dall'aeroporto di Bangkok Suvarnabhumi. Ci sono inoltre autobus provenienti da altre maggiori città thailandesi.

### Songthaew

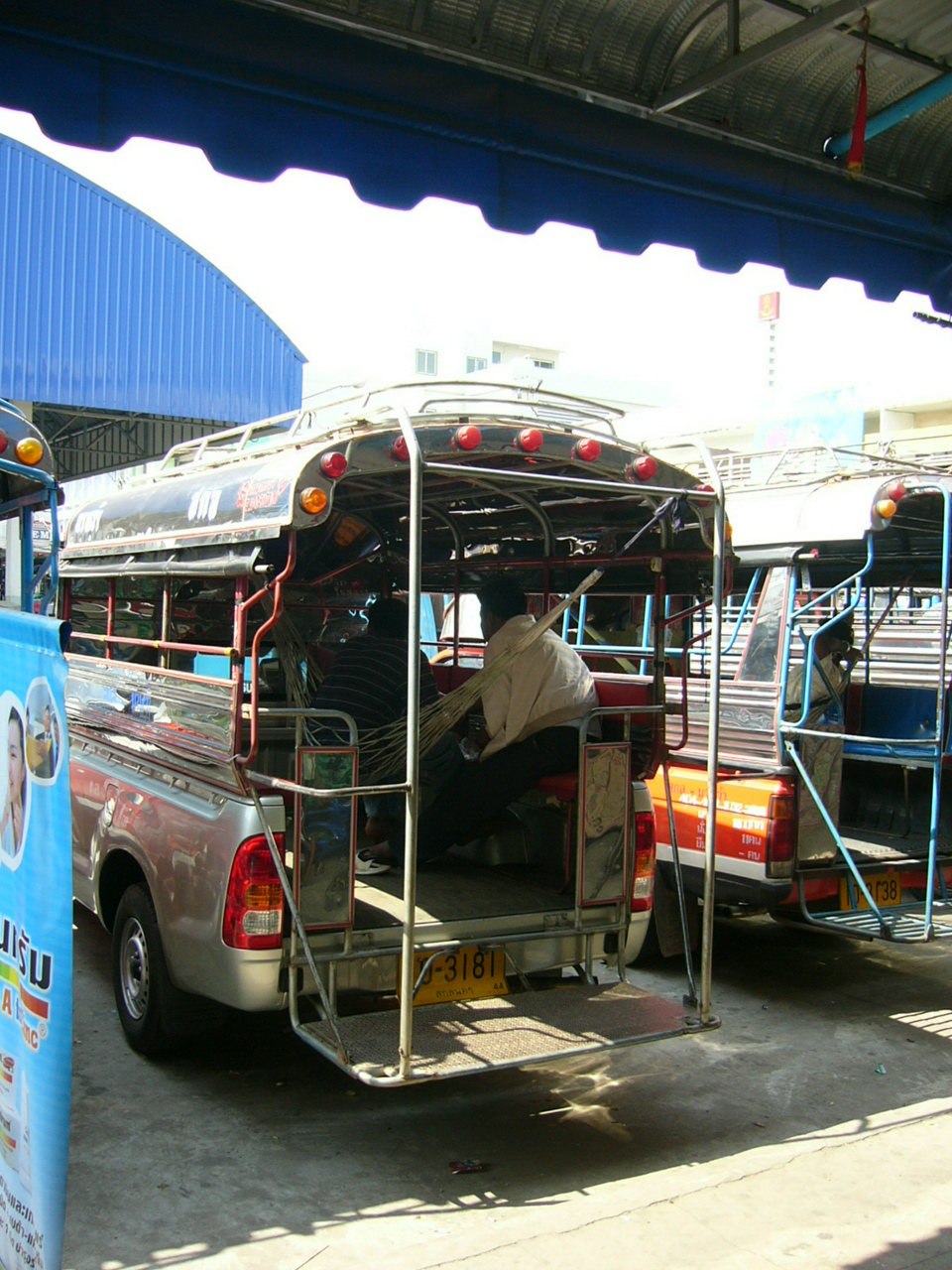
I songthaew

Chiamati anche "bath-bus", i songthaew sono il più popolare mezzo di trasporto cittadino. Ce ne sono centinaia e il cliente non deve mai aspettare più di pochi secondi. Possono caricare più persone e generalmente hanno un percorso fisso; i più diffusi sono quelli che compiono tutto il giro di Pattaya lungo l'anello composto dal lungomare e dalla Second Road.
Il prezzo di una corsa media è 10 baht e su alcuni è presente il piano tariffario. Se gli autisti dei songthaew intuiscono che il turista non è a conoscenza del piano tariffario, spesso provano a chiedere di più. Ciò nonostante la tariffa è molto conveniente.
Ci sono due tipi di songthaew. Quelli blu scuro che girano nelle vie principali della città. Quelli bianchi che percorrono invece la sola Sukhumvit road.

### Mototaxi
I Mototaxi si trovano prevalentemente in città e sono generalmente usati per distanze brevi, permettono di essere portati nell'esatta destinazione a prezzi inferiori dei normali taxi e di arrivare velocemente anche nel caso vi sia traffico.

## Economia

### Turismo
L'amministrazione della città sta duramente lavorando per attirare anche un turismo più orientato alle famiglie, cercando di sviluppare altre attività oltre ai bar e alle discoteche.

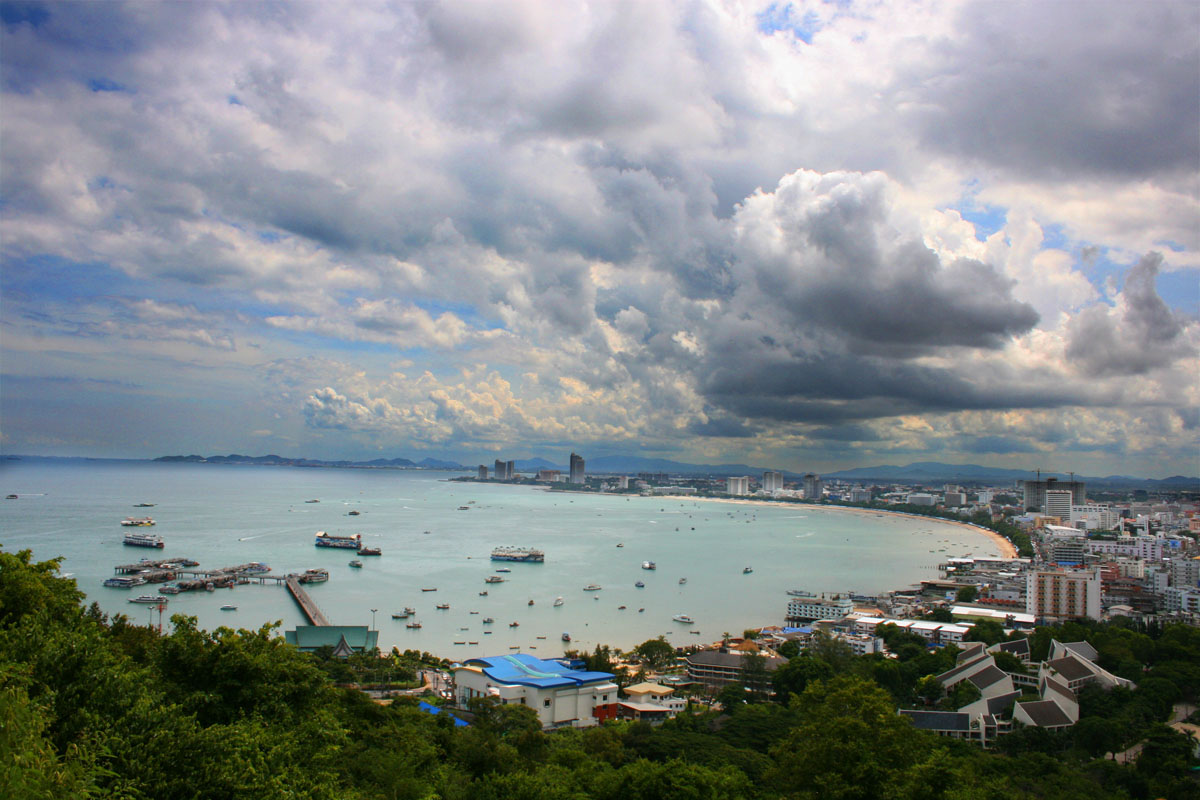
Panorama di Pattaya

Ci sono ventuno campi da golf, tutti entro 1 ora di viaggio da Pattaya, e piste di karting. 
Il sottomarino Vimantaitalay porta i clienti sott'acqua per ammirare i coralli e gli animali marini. Le partenze avvengono dal porto vicino alla Walking Street.
Il giardino tropicale Nong Nooch si trova 15 km a est di Pattaya. È un enorme parco pieno di giardini ben curati con orchidee, animali addestrati e villaggi Thai ricostruiti dove si svolgono degli spettacoli.
Underwater World è un acquario che raccoglie le specie marine del golfo della Thailandia, composto da un tunnel di 105 m diviso in quattro zone.
Khao Phra Tam Nak è la collina che separa Pattaya e Jomtien, nella quale è possibile visitare una statua del Buddha e ammirare la città del punto panoramico dove si trova la statua di Kromluang Chomphonkhetudomsak, il militare fondatore della moderna Reale Marina Militare Thailandese.

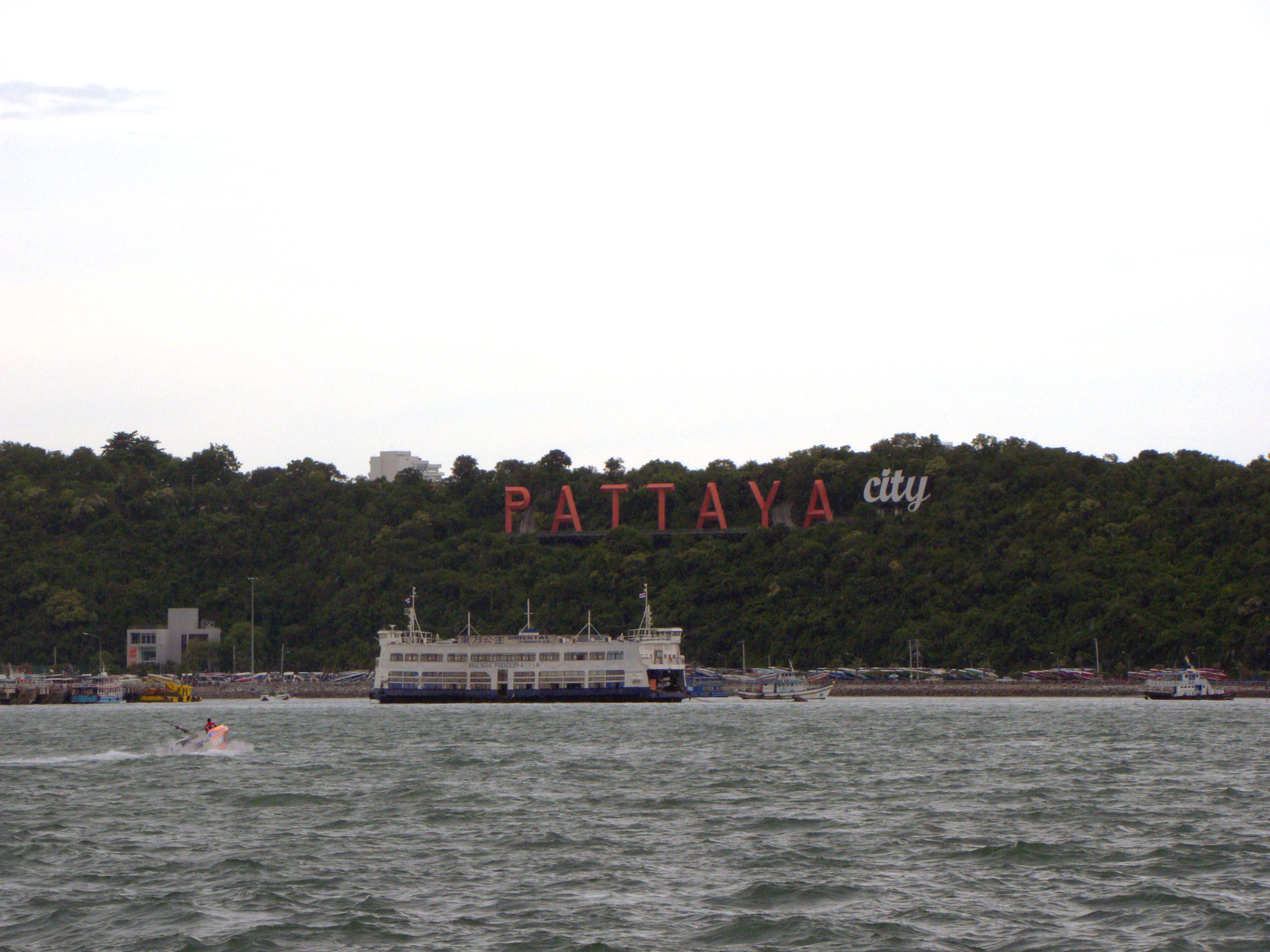
Scritta della città in stile hollywoodiano

Sanctuary of Truth è una gigantesca e affascinante struttura in legno è situata a nord di Pattaya. È stata costruita nel 1981.
Il Mini Siam ospita numerose riproduzioni di monumenti e luoghi storici nazionali come il Buddha di smeraldo e il ponte sul fiume Kwai, ma anche di attrazioni internazionali, nella sezione Mini World, come la Torre Eiffel e la Fontana di Trevi.
Ci sono due spettacoli di cabaret molto famosi, entrambi messi in scena da transessuali, e sono l'Alcazar Cabaret e il Tiffany Show, entrambi sulla Second Road di Pattaya.
Tra le altre attrazioni ci sono la Crocodile Farm, il Pattaya Park (parco acquatico), il Museo Ripley's e il bungee jumping.
In termini di nazionalità degli arrivi turistici in Thailandia (non esistono dati disponibili in particolare per Pattaya), anche se recentemente si registrano molti turisti provenienti da Russia, Giappone, Malesia, Taiwan, Cina, Singapore, Hong Kong e Corea del Sud. Tra i Paesi occidentali il maggior numero di visitatori proviene dal Regno Unito e dagli Stati Uniti, che arrivano in numero quasi uguale, e in misura leggermente inferiore da Germania e Scandinavia.
Gli uffici turistici internazionali promuovono in grande stile i soggiorni a Pattaya, proponendola in questi ultimi anni come meta ideale per le famiglie.

### Shopping
È possibile fare acquisti nei numerosi negozi, centri commerciali, nelle bancarelle e nei mercati (presenti solo due giorni a settimana). Sono presenti le grandi catene Carrefour, BigC e Tesco Lotus.
I centri commerciali più famosi sono:
- Mike, sul lungomare.
- Royal Garden, sul lungomare. Contiene il museo Ripley's Believe It or Not, ristoranti, Au Bon Pain, KFC, McDonald's. Buona la scelta di cibi locali nella food court. Non ci sono più le sale cinematografiche.
- TukCom, Pattaya Thai. Incentrato soprattutto su computer, cellulari e materiale elettronico in genere.
- Central Festival, sul lungomare. Inaugurato nel febbraio 2009, offre moltissimi negozi (molte grandi marche) ed una vasta scelta di cibi internazionali.
- La Avenue Shopping Center, nella zona del Royal Garden, un centro commerciale con ristoranti, food center (da fine febbraio 2011) negozi, bancarelle, una pista da bowling e la palestra del California Wow Body Gym Club. Vi si trova inoltre il moderno Major Cineplex Pattaya, un cinema multisala che ha sostituito il vecchio cinema del Royal Garden.